# 大塚陽子
大塚 陽子（おおつか ようこ、1930年〈昭和5年〉7月12日 - 2007年〈平成19年〉8月18日）は、日本の歌人。樺太敷香郡敷香町（現在のロシア極東連邦管区サハリン州ポロナイスク）出身。結婚後の本名は野原陽子。北海道を代表する女流歌人の一人とされており、師匠であり後に夫となった野原水嶺に対する愛を詠む作風で知られている。また短歌研究の読者五十首公募で中城ふみ子と入賞を争い、第一歌集「遠花火」で現代短歌女流賞、第二歌集「酔芙蓉」で北海道新聞短歌賞を受賞した。

## 生涯

### 樺太での生活
大塚陽子は1930年7月12日、樺太の敷香町に生まれた。父、大塚鉄作は会津若松の刀鍛冶の家に生まれ、夕張の叔母の養子となり、その後一旗上げようと樺太に渡った。鉄作は山師気質の人物で事業の成功失敗を繰り返していた。また好奇心旺盛でもあり、オタスに住んでいたギリヤーク人と親交を持ってロシア語を学び、家には文学全集が並んでいた。そのような家庭環境の影響を受け、6人兄弟の次女であった陽子以外にも、若くして亡くなった脚本家志望の弟がおり、そして末っ子の弟は小説を書くようになった。
大塚陽子は父親似であり、父が大好きであった。父もまた自分に似た陽子のことを可愛がった。3～4歳の頃、父が事業に失敗し、陽子ら子どもたちはいったん帯広の叔父宅で生活するようになる。その後まもなく進学を控えた長女を残して樺太の本斗（現ネベリスク）で生活するようになる。樺太に戻った頃は父の事業は順調で羽振りも良かったものの、またすぐに事業に失敗し、家族で夜逃げする羽目に陥った。その後父は知床村（現ノヴィコヴォ）の美田炭鉱で管理職として働くようになってようやく一家の生活は安定し、叔父宅で生活していた姉も家族と合流した。
小学校4年生の頃、炭鉱事務所にパーマに洋服を着こなし、ハイヒールを履くタイピストがやって来た。陽子は大いにカルチャーショックを受け、タイピストの自宅にあったガラス細工を見てガラスデザイナーを夢見るようになった。後にタイピストを生業とするようになったのは、この美田炭鉱でのタイピストとの出会いが大きかった。
1943年、姉が進学していた豊原（現ユジノサハリンスク）の樺太庁豊原高等女学校に進学し、姉とともに寄宿舎生活を始めた。女学校当時、陽子は級長を務めており、理数系が得意で文学とは縁が無かった。やがて戦況が厳しくなる中、1944年には援農、松脂取り、カゼイン工場勤務等の勤労動員に駆り出されるようになり、授業はあまり行われなくなった。この頃、家族は父が購入した大泊（現コルサコフ）の自宅で暮らすようになっていた。1945年に樺太庁豊原高等女学校を卒業した姉も、大泊町役場に就職して大泊の自宅暮らしとなった。寄宿舎で掃除洗濯等、日常生活全般を姉に頼り切りであった陽子は、無理を言って樺太庁豊原高等女学校から大泊にあった樺太庁大泊高等女学校に転校し、やはり大泊で実家暮らしをするようになった。
1945年の夏休み、大泊町役場勤めの姉以外の家族は、美田炭鉱閉山後に父が勤務するようになった好仁村南名好の炭鉱町で過ごした。そこで一家は樺太の戦いや終戦後の混乱に巻き込まれることになった 。終戦後、姉のみは早い時期に引き揚げ船に乗って帯広の叔父の家で生活するようになったが、父がオタスでギリヤーク人から学んだロシア語が役に立ち、ソ連支配下になった炭鉱でも重宝されたため、引き留められる形となった一家はなかなか樺太から出られなかった。その間、陽子は炭鉱事務の補助や、引き揚げ後に教師不在となった小学校で教壇に立ったりした。結局、一家が引き揚げ船に乗って北海道に戻ったのは終戦後3年が経過した1948年8月のことであった。

### 保養所入所と短歌、野原水嶺との出会い
北海道引き揚げ後、一家はまず帯広から北見に転居していた叔父宅に身を寄せた。そのような中で小学校の校長を務めていた父の弟から、恵庭小学校で教師のなり手を探していると話を聞いた。当時は高等女学校卒で助教諭になれたため、陽子と姉が恵庭小学校で働いてくれれば家も斡旋するとの話となり、1948年10月に一家で恵庭に引っ越し、陽子は18歳で恵庭小学校の助教諭となった。18歳で教師となった陽子はパーマをかけ、おしゃれをして教壇に立った。やんちゃ盛りの子どもたちに手を焼き、すぐに泣いて校長先生を呼びに行くような先生だったが、農村地帯の純朴な子どもたちを教えることは陽子にとって楽しい経験でもあった。しかし教師となって約1年後、結核が判明して療養生活に入らざるを得なくなった。
1949年に陽子が入所したのは洞爺湖温泉街の西側にあった北海道教員保養所であった。排菌がひどかったため、まず重症者専用の棟に入所することになった。重症者専用棟に入所中、陽子は多くの入寮者の死を見送る経験をしたが、幸い治療の効果が出て約1年で排菌は止まった 。北海道教員保養所での体験によって、陽子はたまたま自分は生き延びることが出来ただけであって、人生とは惨憺たるものであり、だからこそ「余生」を悔いなく充実して生きたいと願うようになった。その一方で療養所生活中、併設の図書室で勉強をしたり、恋人が出来たり、軽症者の棟に移動後には友人や恋人と温泉街の洋食屋に外出するなど、陽子は療養所生活を満喫した。
北海道教員保養所生活2年目の1951年、陽子は短歌を詠み始め、短歌の師匠で後に夫となる野原水嶺に出会うことになる。療養生活中の陽子が最初に参加したのは俳句会であったが、俳句会の先生から作風が短歌向きであると指摘され、更に交際中の恋人も短歌会に入っていたためすぐに短歌へと転向した。1949年、北海道教員保養所に「みずうみ短歌会」が結成されており、潮音系の「新墾」を主宰していた小田観螢や、「新墾」の選者を務めていた野原水嶺らの指導を受けていた。陽子は「みずうみ短歌会」に加入して歌作に励むようになり、やがて恋人から野原水嶺を紹介され、「新墾」に加入することになった。
野原水嶺に師事するようになった陽子は、詠んだ歌を頻繁に水嶺に送り始めた。指導熱心な水嶺は送られた歌に○×をつけてすぐに送り返し、そのような水嶺に陽子は憧れを抱くようになっていく。

### 短歌への傾倒
1952年7月、北海道教員保養所から退所した陽子は、恵庭小学校に復職した。しかし3年前と異なって恵庭には警察予備隊の駐屯地が設けられ、教育熱心な親が増えて高等女学校出の陽子の手には負えなくなっていた。結局1954年3月に恵庭小学校を退職し、樺太の美田炭鉱で憧れを抱いたタイピストを目指して学校に通うようになった。
保養所退所後、陽子の短歌は「新墾」でしばしば入選するようになっていた。ちょうど同じ頃、「新墾」で急速に頭角を現しだしていたのが中城ふみ子であった。後述のように二人は一種のライバル関係となり、中城ふみ子は陽子の短歌作品に影響を与えるようになる。「新墾」誌上で二人の入選作が並び紹介される機会が増えた。陽子は中城ふみ子が働いていた実家の野江呉服店にわざわざ姿を見に行ったこともあったが、姿を見ただけで中城に挨拶はしなかった。二人の師匠格であった野原水嶺は、短歌研究1953年12月号で読者からの五十首公募を行った際に応募するように勧め、中城も陽子も野原の勧めに従って応募した。
短歌研究の読者五十首公募の結果は、中城ふみ子が特選、大塚陽子は入選であった。五十首公募特選入賞時、中城ふみ子は乳がん再発により札幌医科大学附属病院入院中であった。1954年4月、中城の知人から「中城が会いたがっているが、「自分から会いたいと話すのは沽券にかかわる」と話しているので、病人のわがままだと思ってさりげなく見舞いに来てもらえないか」との手紙を受け取った。その後、タイピスト学校の授業を終えた後、お弁当を持って中城の病室に向かい、夕方、時には終電まで病室に入り浸る生活が、中城が亡くなる8月初めまで続いた。

### 野原水嶺との婚姻
中城ふみ子が中央歌壇で脚光を浴びるようになる直前の1953年末、大塚陽子や中城らが加入していた「新墾」で内紛が発生した。山名康郎ら、「新墾」内の若手が幹部の小田観螢、野原水嶺らに反旗を翻したのである。中でも強い突き上げを喰らったのが野原水嶺であった、新墾1953年10月号で山名康郎は野原水嶺をその容姿に至るまで厳しく批判した。山名は「新墾」内の若手女性歌人の多くが「野原が濫用するぼかし塗り的の技法の安易さ」の影響下にあると指摘して、野原水嶺の影響下から抜け出すよう訴えた。結局、山名ら「新墾」の若手歌人の多くが脱退して新たに「凍土」を立ち上げることになった。
個性が強い野原水嶺は、独善的で陰険との評があって敵も多かった。その一方で水嶺は女性に対してはまめであり、女性問題の噂が絶えなかった。1955年頃、かねてから水嶺の弟子であった女性が自殺し、水嶺に裏切られたために自殺をしたとの噂が広まった。またこの頃、「新墾」内で大塚陽子との親密な関係も問題となりつつあった。このような状況下で「新墾」では主宰の小田観螢と水嶺との確執も強まっていた。
結局、1955年末に「新墾」で査問委員会が開かれ、選者辞退を迫られ、その後除名処分となった。水嶺の選者辞退を見た陽子は「新墾」を脱退する。野原水嶺は戦前、十勝短歌会を立ち上げており、戦後になって十勝短歌会を母体に「辛夷」を創刊していた。「新墾」を追放された水嶺は「辛夷」に専念することになったが、「辛夷」でも水嶺を弾劾する動きが出た。「辛夷」の方は会のベテランが事態を収めたものの、水嶺にとって厳しい状況が続いた。この水嶺の試練は、一方では大塚陽子との仲を深める原因のひとつとなった。
この頃、大塚陽子は真駒内にあった自衛隊北部方面総監部でタイピストとして就労していた。同じ頃、本州から来ていた人物が陽子のことを見初め、野原水嶺の勧めもあって1956年7月に結婚した。まもなく夫は帯広に転勤となり、陽子も帯広で暮らすことになった。予定ではその後間もなく本州に再転勤が予定されており、親密な関係であった水嶺と陽子であったが、陽子の夫の本州転勤に伴って距離が離れることでお互いあきらめもつくと考えていた。ところが夫の本州転勤が延期となり帯広での生活が続くようになった。帯広暮らしが続くことが判明すると陽子は夫との同居を解消し、一人暮らしを始め、ほどなく夫とは離婚となった。また水嶺の斡旋によって国立十勝療養所にタイピストとして就職した。
野原水嶺は大塚陽子よりも30歳年上で、大塚の両親と同い年であった。また陽子の父のことを知る人物によると、水嶺は陽子の父親によく似ていた。水嶺はかねてから妻との関係が悪化しており。大塚陽子との関係が周囲の噂になるにつれて夫婦関係はより険悪になった。
水嶺と陽子が深い関係になっていくにつれて、水嶺の夫婦関係には決定的な亀裂が入った。しかし水嶺の妻は協議離婚には応じず裁判になった。当時、大塚陽子が水嶺を奪った、人の道に外れている、自由奔放な女である等の様々なうわさが飛び交い、水嶺も長年勤めていた教職を退職に追い込まれた。1962年に父が亡くなり、母を引き取った直後に水嶺の離婚調停が成立し、3人で暮らすようになった。大塚陽子は正式に野原水嶺と婚姻し、1965年、野原は大塚陽子と生活を共にしていることを公表する。

### 歌集「遠花火」出版と現代短歌女流賞受賞
野原水嶺が離婚問題で裁判となっている頃、陽子は国立十勝療養所で仕事に打ち込み、1961年には道東初の和文タイプ一級の資格を取った。夫、水嶺は主宰する短歌結社、「辛夷」に打ち込んでいた。歌誌の編集は歌友との協同作業であったが、校正、そして発送は水嶺が行った。水嶺は「辛夷」の編集作業中に私語をすると「この場で個人的な話をしてはならない」と怒り出すほどで、印刷所から「辛夷」が刷り上がって届けられると、仕事帰りの陽子とともに封筒に詰め、必ずその日のうちに郵便局に持ち込んだ。北海道の短歌結社の中で「辛夷」は、「原始林」、「新墾」に次ぐ規模にまで成長していくが、主催の水嶺を支えた陽子の力も大きかった。
1972年、同居していた陽子の母が亡くなった。1977年、水嶺は脳血栓となり左半身麻痺が残った。また水嶺はこの頃から緑内障を患い、視力が徐々に低下していく。1980年に陽子は退職し、老いた水嶺を介護する生活に入った。水嶺が病に倒れた後、陽子は「辛夷」の編集発行、会員へのサポート等を担うようになり、1982年には歩行が不自由な上に緑内障が進行してほとんど失明状態の水嶺を自家用車に乗せ、北海道中の辛夷の支社を巡るようになった。また同じく1982年からは北海道新聞日曜版コラム「四季のうた」の連載を始め、1990年まで8年間続けた。
陽子は短歌を詠み続けていたが、歌集は出していなかった。しかし周囲は水嶺が生きている間に歌集を出すことを勧めた。中でも旧友の山名康郎が強く歌集出版を勧め、ようやく歌集を出す決意を固めた。しかし歌集を出すためにこれまで「潮音」や「新墾」などで発表してきた短歌をまとめていた原稿を、視力をほぼ失っていた水嶺はごみだと思い焼却処分にしてしまった。歌集出版の話がかなり進んだ段階であったため、改めて一から選び直す余裕はなく、結局、初期の1954年頃に詠んだ歌と1978年以降に詠んだ歌で歌集を編集することにして、分量的に両者ほぼ約半分ずつの内容で、1982年に歌集、「遠花火」が出版された。
「遠花火」は1983年、第七回現代短歌女流賞を受賞した。審査員の中でも葛原妙子が「遠花火」を強力に推薦した。賞の正賞は日本画家の下村良之介が作成した陶製の壺であり、受賞作「遠花火」から選ばれた5つの短歌が刻み込まれていた。授賞式の後、帯広に戻った陽子は授賞や祝賀会の様子を夫、水嶺に話した。水嶺は陽子の受賞を大変に喜び、正賞の壺を自らの骨壺にするよう頼み込んだ。約半年後、水嶺は亡くなり、希望通り第七回現代短歌女流賞正賞の壺に遺骨は納められ、納骨された。

### 野原水嶺の死後
野原水嶺の死後、「辛夷」の代表を大塚陽子にという話が持ち上がった。「辛夷」には若くして現代歌人協会賞を受賞していた時田則雄がいて、時田が後継という話も出たもののまだ40歳前で若かった。結局、生前の水嶺からの依頼もあって中継ぎを務める気持ちで「辛夷」の代表者を引き受けることになった。しかし指導力があった水嶺のようにはいかないと考えた陽子は代表ではなく編集発行人となり、野原水嶺時代の指導者に率いられた組織から、会員同士による平等な運営を図るようになった。
「辛夷」の編集発行人を務めている頃、陽子は多くの短歌雑誌への執筆、講演、テレビや新聞等のマスコミへの登場など、精力的に活動した。歌壇における活躍の中で、北海道を代表する女流歌人の一人との評価が定着していく。そのような中で1985年に帯広市文化奨励賞、1989年には十勝文化賞を受賞する。
1992年には第二歌集の「酔芙蓉」を出版した。「酔芙蓉」は、第七回北海道新聞短歌賞を受賞する。同じく1992年、「辛夷」の通算500号を期に、陽子は編集発行人を勇退して時田則雄に後を託した。
陽子は60歳以降はかねがね自分自身のために生きようと決めており、「辛夷」の代表を勇退した翌年の1993年、帯広から伊達市に転居した。伊達市はかつて結核の療養生活を送った洞爺湖に近く、陽子にとって一種の原点回帰でもあった。陽子は伊達市に転居後も、毎月「辛夷」に短歌、随筆の投稿を続けた。
2007年8月16日、大塚陽子は体調を崩して室蘭の病院に入院し、8月18日に亡くなった。倒れる数日前まで「辛夷」の関係者と普段通りに電話で打ち合わせをこなしていた。肥大した胆石が胆嚢を破り、流れ出した胆汁が腸など周辺の臓器に深刻な損傷を与えたことによる多臓器不全が死因であった。肩書や名誉に関心が薄かった陽子は、亡くなるまでに出版した歌集は「遠花火」と「酔芙蓉」の二つのみであり、詠んできた多くの短歌が未整理のままであった。生前、周囲は第三歌集の発表を勧めたものの拒否し続けており、没後、「辛夷」の関係者は全歌集等の出版を計画したものの、本人の遺言に従って取りやめになった。

## 中城ふみ子との関わり
大塚陽子と中城ふみ子の両者に短歌研究の読者五十首公募への応募を勧めたのは野原水嶺であったが、中城ふみ子が水嶺の推敲を拒否したのに対し、大塚陽子は素直に推敲を受け入れた。中城は水嶺の新人育成の手腕を評価しながらも嫌っており、大塚陽子が水嶺の直弟子であり、慕ってくるので大変に引き立てていると語っている。
読者五十首公募の審査結果は、短歌研究社の第一次選考の段階では3人の審査員全員がA評価を出したのは大塚陽子のみで、中城ふみ子は3人ともB評価であった。しかし中井英夫が改めて作品を読み直した結果、中城の作が大変に優れているとの確証を得たため特選となった。中井は中城に手紙で「中城さんと大塚陽子さんのお二人の御歌だけは目立って鮮やかな作」と書き記しており、当初、陽子が一位であった選考過程についても明かしている。
前述のように中城ふみ子が会いたがっているとの連絡を中城の歌仲間から連絡を受けたことがきっかけとなって、大塚陽子は中城の入院病床に入り浸るようになったが、中城は陽子に対して選考経過のことを全く話さなかった。後にこのことを知った陽子は、少しは自分のことをライバル視していたのではないかと推測している。歌人同士、中城ふみ子と大塚陽子はよくお互いに歌を見せ合い、中城から厳しい批評をされていた。また中城ふみ子は大塚陽子の若さと健康に悔しがり、大塚陽子は中城ふみ子の才能と魅力に悔しがり、お互いに悔しがった後に良い歌が詠めると笑いあっていた。
大塚陽子が「遠花火」で現代短歌女流賞を受賞した後、かつての中城ふみ子と大塚陽子との関わり合いに興味が集まり、中城ふみ子に比べて大塚陽子は不遇であったと言われた。またこれほどの実力がある歌人が中央に知られていなかったこと自体が不思議であるとの意見も出た。しかし大塚陽子自身は、命を引き換えにして優れた歌を詠んだ中城ふみ子に対して、ひとりの男性と添い遂げることが女としての幸せであると考えていた。その分、大塚陽子自体、中城ふみ子のように全身全霊で短歌を詠むことはなく、短歌に対する姿勢自体に甘さがあると考えていた。中城ふみ子との経緯のきっかけとなった読者五十首公募についても、自分の短歌はオーソドックスな作風で、中城ふみ子のように時代を切り開く力は無かったので、中城が特選となったことは当然だと見なしていた。
歌人の中野照子は、第二歌集「酔芙蓉」の
から、中城ふみ子は大塚陽子の心の中に置かれ、シグナルを送っている存在であると見なし、大塚陽子は中城の悲鳴のような調べとは異なる、口語的なリズムを開放するような調べの歌を詠むようになったと評価している。

## 評価、影響

### 評価
歌人の藤田武は、1954年頃の初期の作品と1978年以降の作品とでまとめられた第一歌集、「遠花火」について、ひとつの愛の始まりと終わりを対比的に提示したものであるとした。始まりの愛の歌には大胆な性愛の描写とともに、控えめな内省的なものも見せており、陶酔と覚醒という相矛盾する姿勢が併存する、危うい愛の世界に生きようとする緊迫感が表現されていると見なした。そして周囲から祝福されるはずもなく、社会的にも大きな非難を浴びたであろう陽子の愛ではあったが、愛を最後までに貫き通し、陽子にとってすべてと言えるものになったと評価している。その上で大塚陽子とは疑いもなく愛に生きた歌人であり、ひとりのために歌を詠み続けたとしている。
大塚陽子がただひとり、野原水嶺のために短歌を詠み続けているとの評は他にもあり、歌人の伊藤一彦は「大塚はただ一人のために歌い続けてきた歌人」であり、水嶺の死後も「天国のおのがただ一人のために切々と歌い続けられている」と評価している。陽子自身、30歳年が離れていることもあり、野原水嶺と生活を共にするようになった時から、水嶺の看取りの日が来ることを覚悟しており、水嶺の看取りそのものを自らの人生の完結編と位置付けていた。歌人、編集者の来嶋靖生は、大塚陽子の短歌には愛を深め、持続していく中で苦しみつつ生き抜いたものが持ち得る人生の機微を備えており、より深い詩の真実があるとしている。
歌人の須藤若江は、第二歌集「酔芙蓉」を相聞の要素が色濃い歌集であると評価した上で、歌集の中の
を、この短歌を掲げんがために「酔芙蓉」が編集されたと思わせるほど確信に満ちた態度で、ひとりの男への愛と生を歌い尽くしているとしている。山名康郎は陽子の歌には才能を魅せるような華やぎは無いものの、静かな命の息吹が感じられる作風であり、何といってもその魅力は相聞歌の美しさであるとしている。
菱川善夫は、大塚陽子には奔放な生命力への憧れ、破滅を恐れぬ覚悟があると評価しており、自らの思いだけは自在に奔放にあらねばならぬという覚悟を持った歌人であると見なしている。
その一方で大塚陽子の短歌には、苦い自己嫌悪、自己否定感、生の悲哀も投影されていて、思いを奔放に駆け巡らせることを望みながらも、私的世界のうちに閉ざされた面があるとの指摘がある。来嶋靖生は、われとわが身に言い聞かせるようなかなしい自己肯定があるとし、菱川善夫もまた、思いの内容が十分に歌い込まれていない面があると指摘している。伊藤一彦は明るさの一方で、心の底にある人間存在そのものに根差す悲哀も詠んでいるとしている。また伊藤は大塚陽子の情景歌は魅力に乏しく平凡なものが多く、情景の中に愛恋を詠み込んだ相聞の要素がある歌になると歌に輝きが出てくることを指摘している。

### 短歌界への貢献
短歌界に対する影響としては、まず「潮音」の代表的女流歌人として長年、選者を務めていたことが挙げられる。前述のように大塚陽子は北海道新聞日曜版にコラムを連載しており、コラムの読者の中から「辛夷」に参加する人も増えた。陽子は「辛夷」の編集発行人として、添削を通した短歌の作成指導よりも人間性が豊かになればおのずと良い歌が詠めるとの考えから、会員の「歌心」を育てるように努力した。大塚陽子は小さなことにこだわらない明るく大らかな性格で、周囲から「ひまわり」と呼ばれており、陽子が辛夷の編集を主宰するようになると、野原水嶺の時代のように私語厳禁ということはなく、冗談が飛び交うような雰囲気となった。陽子の指導のもとで「辛夷」は全国優良歌誌に選出され、会員から毎年のように北海道歌人会賞や北海道新聞短歌賞の受賞者を出すようになった。このように多くの新人を発掘、育成し、十勝の歌壇を活性化させたことが評価されている。